# Film russi proposti per l'Oscar al miglior film straniero
A partire dal 1993, dopo lo sciogliemento dell'Unione Sovietica, alcuni film russi sono stati candidati al Premio Oscar nella categoria miglior film straniero.
Da allora la Russia ha vinto una statuetta con il film Sole ingannatore di Nikita Michalkov, regista che ha ricevuto la metà delle altre sei nomination russe e che, nel 1999, vide il suo film Il barbiere di Siberia squalificato per un ritardo nell'arrivo della copia a Los Angeles. Due le nomination conquistate da Andrej Zvjagincev, nel 2015 e 2018.
| Anno | Film                                            | Regia                                    | Risultato     |
| ---- | ----------------------------------------------- | ---------------------------------------- | ------------- |
| 1993 | Urga - Territorio d'amore (Urga)                | Nikita Michalkov                         | Candidato     |
| 1995 | Sole ingannatore (Utomlënnye solncem)           | Nikita Michalkov                         | Vincitore     |
| 1996 | Musul'manin                                     | Vladimir Chotinenko                      | Non candidato |
| 1997 | Il prigioniero del Caucaso (Kavkazskij plennik) | Sergej Bodrov                            | Candidato     |
| 1998 | Il ladro (Vor)                                  | Pavel Čuchraj                            | Candidato     |
| 1999 | Il barbiere di Siberia (Sibirskij cirjul'nik)   | Nikita Michalkov                         | Squalificato  |
| 2000 | Moloch                                          | Aleksandr Sokurov                        | Non candidato |
| 2001 | Dnevnik ego ženy                                | Aleksej Učitel'                          | Non candidato |
| 2002 | Romanovy. Vencenosnaja sem'ja                   | Gleb Panfilov                            | Non candidato |
| 2003 | La casa dei matti (Dom durakov)                 | Andrej Končalovskij                      | Non candidato |
| 2004 | Il ritorno (Vozvrašcenje)                       | Andrej Zvjagincev                        | Non candidato |
| 2005 | I guardiani della notte (Nočnoj dozor)          | Timur Bekmambetov                        | Non candidato |
| 2006 | Ital'janec                                      | Andrej Kravčuk                           | Non candidato |
| 2007 | 9 rota                                          | Fëdor Bondarčuk                          | Non candidato |
| 2008 | 12                                              | Nikita Michalkov                         | Candidato     |
| 2009 | Rusalka                                         | Anna Melikjan                            | Non candidato |
| 2010 | Palata n. 6                                     | Aleksandr Gornovskij e Karen Šachnazarov | Non candidato |
| 2011 | Kraj                                            | Alexei Uchitel                           | Non candidato |
| 2012 | Il sole ingannatore 2 (Utomlënnye solncem 2)    | Nikita Michalkov                         | Non candidato |
| 2013 | Belyj tigr                                      | Karen Šachnazarov                        | Non candidato |
| 2014 | Stalingrad                                      | Fëdor Bondarčuk                          | Non candidato |
| 2015 | Leviathan (Leviafan)                            | Andrej Zvjagincev                        | Candidato     |
| 2016 | Solnečnyj udar                                  | Nikita Michalkov                         | Non candidato |
| 2017 | Paradise (Raj)                                  | Andrej Končalovskij                      | Short-list    |
| 2018 | Loveless (Neljubov')                            | Andrej Zvjagincev                        | Candidato     |
| 2019 | Sobibor - La grande fuga (Sobibor)              | Konstantin Chabenskij                    | Non candidato |
| 2020 | La ragazza d'autunno (Dylda)                    | Kantemir Balagov                         | Short-list    |
| 2021 | Dorogie tovarišči                               | Andrej Končalovskij                      | Short-list    |
| 2022 | Ada (Razžimaja kulaki)                          | Kira Kovalenko                           | Non candidato |

| Non candidato | Il film è stato proposto dalla Russia, ma non è stato candidato dall'Academy of Motion Picture Arts and Sciences. |
| Short-list    | Il film è entrato nella "short-list" stilata a gennaio dei nove candidati per l'Oscar al miglior film straniero.  |
| Candidato     | Il film è entrato a far parte dei cinque candidati per l'Oscar al miglior film straniero.                         |
| Vincitore     | Il film ha vinto l'Oscar al miglior film straniero.                                                               |